# Avitta completa
Avitta completa là một loài bướm đêm trong họ Noctuidae.